# De Gule Sider
De Gule Sider A/S var en dansk forlagsvirksomhed, der udgav telefonbøger og drev nummeroplysningstjenester på internettet.
Virksomheden hed tidligere TDC Forlag og var et 100% ejet datterselskab i TDC-koncernen. TDC frasolgte sine forlagsaktiviteter 14. oktober 2005 for 4,85 mia. kr. til det udenlandske konsortium European Directories. Som følge af salget skiftede forlaget navn til De Gule Sider A/S.
Siden 14. marts 1998 drev De Gule Sider A/S internettjenesten degulesider.dk.
Den 25. november 2011 erklærede European Directories De Gule Sider konkurs. Dele af virksomheden blev i december samme år opkøbt af den hidtidige konkurrent Eniro (Krak A/S), som bl.a. overtog det registrerede varemærke De Gule Sider og internet-søgetjenesten degulesider.dk.

## Navnets oprindelse
Begrebet 'gule sider' daterer sig imidlertid helt tilbage til 1883, hvor en forlægger i Wyoming, USA, løb tør for hvidt papir og i stedet trykte sine telefonbøger på gult papir; i 1886 udgav han den første officielle telefonbog med gule sider. I dag anvendes betegnelsen om fagbøger i de fleste lande. Oprindeligt var De Gule Sider navnet på fagbøgerne fra TDC Forlag, mens navnebøgerne hed De Hvide Sider.

## Ekstern henvisning
- De Gule Sider.dk Arkiveret 21. juni 2009 hos  Wayback Machine